# Sân bay Bangda Chamdo
Sân bay Qamdo Bangda (IATA: BPX, ICAO: ZUBD) (tiếng Trung: 昌都邦达机场,  nằm ở Bangda, Qamdo, Tây Tạng, là một trong những sân bay nằm ở độ cao cao nhất thế giới với độ cao 4334 m. Đường băng của sân bay này là một trong những đường băng sử dụng công cộng dài nhất thế giới. Áp suất thấp của không khí ở độ cao này khiến cho tốc độ cất và hạ cánh cao hơn nên đường băng phải dài hơn.

## Các chuyến bay theo lịch trình
- Air China (Thành Đô, Lhasa)